# جامعة أستراليا المفتوحة
جامعة استراليا المفتوحة هي منظمة تعليم عالي غير ربحية توفر التعليم عبر الإنترنت للطلاب في جميع أنحاء أستراليا. تأسست في عام 1993م، وقد دخلت في شراكة مع جامعات رائدة في أستراليا لتقديم أكثر من 1300 دورة ودرجة علمية في مختلف المجالات، بما في ذلك الأعمال والتعليم والصحة والتكنولوجيا. بفضل نموذج التعلم المرن الذي يمكن الوصول إليه، مكنت الجامعة آلاف الطلاب من تحقيق أهدافهم الأكاديمية والمهنية، بغض النظر عن موقعهم الجغرافي أو جدولهم الزمني.